# Niszczyciele typu Wickes
Niszczyciele typu Wickes – amerykańskie niszczyciele z okresu I i II wojny światowej. Budowa okrętów serii rozpoczęła się podczas I wojny światowej, jednak większość z nich weszła do służby tuż po jej zakończeniu. Łącznie zbudowano 111 okrętów. Liczne jednostki tego typu po wycofaniu ze służby w US Navy były przekazywane do marynarek wojennych państw sojuszników Stanów Zjednoczonych. 

## Historia
W związku z wybuchem I wojny światowej Stany Zjednoczone były zmuszone do wzmocnienia swojej marynarki wojennej. 29 sierpnia 1916 Kongres Stanów Zjednoczonych zatwierdził program rozbudowy US Navy tak, aby mogła ona w pełni zabezpieczyć zarówno zachodnie, jak i wschodnie wybrzeże Stanów Zjednoczonych. Program zakładał m.in. budowę 50 niszczycieli nowego typu, które miały osiągać prędkość 35 węzłów. Z powodu wzrostu zagrożenia ze strony niemieckich okrętów podwodnych, ostatecznie podjęto decyzję o budowie 111 okrętów tego typu. 
Budowa pierwszego okrętu typu USS "Wickes" rozpoczęła się 26 czerwca 1917 w stoczni Bath Iron Works. Wodowanie okrętu miało miejsce 25 czerwca 1918, wejście do służby 31 lipca 1918.
Po wybuchu II wojny światowej niszczyciele typu Wickes były przekazywane sojuszniczym marynarkom wojennym. W 1940 część z nich zostało przekazanych Royal Navy w ramach porozumienia "niszczyciele za bazy".